# Ленгеріх (Вестфалія)
Ленгеріх (нім. Lengerich) — місто в Німеччині, знаходиться в землі Північний Рейн-Вестфалія. Підпорядковується адміністративному округу Мюнстер. Входить до складу району Штайнфурт.
Площа — 90,71 км2. Населення становить 22 511 ос. (станом на 31 грудня 2020).